# طراحی کلیدهای میانی
طراحی کلیدهای میانی (به انگلیسی: Inbetweening) همچنین به عنوان توینگ (به انگلیسی: tweening)، نیز شناخته می‌شود، یک فرایند در تولید پویانمایی است که فریم‌های میانی بین دو فریم کلیدی را ایجاد می‌کند. نتیجه مورد نظر، ایجاد حرکت اشیاء با انتقال روان یک تصویر به تصویر دیگر است.

## انیمیشن سنتی
انیمیشن سنتی شامل استفاده از یک میز سبک برای کشیدن مجموعه‌ای از نقاشی‌ها با مداد و کاغذ است.
روند طراحی کلیدهای میانی در انیمیشن سنتی با یک هنرمند اصلی شروع می‌شود، که فریم کلیدی را برای تعریف حرکت ترسیم می‌کند. پس از آزمایش و تأیید، صحنه به دستیارانی منتقل می‌شود که پاکسازی را انجام می‌دهند و کلیدهای میانی لازم را به آن می‌افزایند. در استودیوهای بزرگ، دستیاران معمولاً حزء‌بندی را اضافه می‌کنند که حرکت را با جزئیات بیشتری نشان دهد. سپس صحنه به دستیار دیگری منتقل می‌شود تا انیمیشن را کامل کند که به او میان ساز (به انگلیسی: inbetweener) می‌گویند. در تیم‌های کوچک انیمیشن‌سازی، انیماتورها اغلب خودشان روند کامل طراحی کلیدهای میانی را انجام می‌دهند.
دیک هومر این سیستم را در دهه ۱۹۲۰ توسعه داد که بخاطر کارایی بسیار مورد استفاده قرار گرفته‌است.

## فرکانس فریم

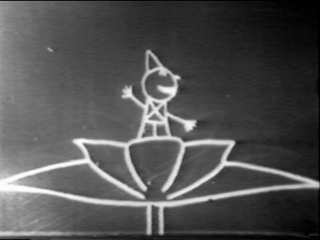
بیش از ۱۰۰ سال است که از انیمیشن "on two" استفاده می‌شود، به عنوان مثال در فیلم Fantasmagorie (1908) استفاده شد

به‌طور معمول، انیماتور به‌طور همزمان، تمام کلیدهای میانی را برای کل ۲۴ فریم مورد نیاز طراحی نمی‌کند. (۲۴ فریم مورد نیاز است تا یک ثانیه از طول فیلم ساخته شود). فقط حرکات بسیار سریع کلیدهای میانی دیگر احتیاج دارند که از آن به عنوان متحرک «روی یک» یاد می‌شود. بیشتر حرکات را می‌توان با ۱۲ فریم در ثانیه انجام داد - که انیمیشن «روی دو نفر» نامیده می‌شود، و از هر دو فریم یکی کشیده می‌شود. وقتی تعداد کلیدهای میانی خیلی کم باشد، مثلاً چهار فریم در ثانیه، یک انیمیشن ممکن است کاملاً توهم حرکت را از دست بدهد. در انیمیشن رایانه ای معمولاً به روش «روی یک» میان سازی می‌شود. فرکانس فریم اغلب بسته به سبک انیمیشن متفاوت است و یک انتخاب هنری است. بیش از ۱۰۰ سال است که از انیمیشن "on two" استفاده می‌شود؛ Fantasmagorie (1908)، که به‌طور گسترده‌ای اولین فیلم کاملاً متحرک شناخته می‌شود.
انیمیشن مدرن از تکنیک‌های مختلفی برای سازگاری با نرخ فریم استفاده می‌کند. حرکات آهسته ممکن است در سه یا چهار فریم متحرک شود. از اثرات نوری مانند تاری حرکت می‌توان برای شبیه‌سازی ظاهر فریم ریت بالاتر استفاده کرد.

## انیمیشن دیجیتالی

این GIF متحرک جلوه‌های شکل، حرکت و ایجاد تغییر رنگ در Adobe Flash را نشان می‌دهد.

هنگام متحرک‌سازی در یک زمینه دیجیتالی، معمولاً از اصطلاح کوتاه شده tweening استفاده می‌شود و توالی حاصل از فریم‌ها tween نامیده می‌شود. نرم‌افزار پیشرفته انیمیشن قادر هستند تا یک اشیاء موجود در تصویر را مشخص کرده و نحوه حرکت و تغییر آنها را در طول فرایند توینگ تعیین کند.
برخی از اولین نرم‌افزارهایی که از درون‌یابی خودکار در حوزه انیمیشن دیجیتال استفاده می‌کنند، شامل ادوبی انیمیت و Animo در اواخر دهه ۹۰، و توئینمکر، که در سال ۲۰۰۶ منتشر شد.